# Katun
El Katun, de vegades transcrit Katun' (en rus Катунь), és un riu que es troba a la República de l'Altai i el krai de l'Altai, a la part meridional de Sibèria, Rússia. És una de les fonts de l'Obi. La seva llargada és de 688 km i drena una conca de 60,900 km².

## Geografia
El Katun neix al vessant septentrional del massís de l'Altai, en una de les glaceres del mont Belukha, el seu cim més alt. El riu discorre a través de les muntanyes, predominantment en direcció nord. Prop de la important ciutat de Biïsk el Katun s'uneix amb el riu Bia, on produeix el naixement del riu Obi.
Els principals afluents són, per la dreta, els rius Txuia (320 km i una conca d'11.200 km²) i Argut (230 km i 9.550 km²); i per l'esquerra els rius Koksa (150 km i 5.600 km²), Semà i Kàmenka (170 km i 1.900 km²). Els principals centres urbans pels quals travessa el riu són Ust-Koksa, Inià, Txemal, Maimà i Srostki. La ciutat de Gorno-Altaisk es troba prop de la confluència del Maimà amb el Katun.
El riu queda gelat des de finals de novembre fins a mitjan abril, però durant l'estiu és navegable.